# Васильєвка (Зілаїрський район)
Васи́льєвка (рос. Васильевка, башк. Васильевка) — присілок у складі Зілаїрського району Башкортостану, Росія. Входить до складу Зілаїрської сільської ради.
Населення — 66 осіб (2010; 100 в 2002).
Національний склад:
- росіяни — 63%
- башкири — 34%